# Vitovec János
Vitovec János (régiesen Vitovecz, csehül Jan Vitovec, Jan Bitovec, német és latin forrásokban Witowec, Wittowezc, Wittobecz) (Jižní Čechy, ? – Horvátország, 1468) huszita harcos, zsoldosvezér, a celjei (Cillei) hercegek hadvezére, később Zagorje grófja és szlavóniai bán is.

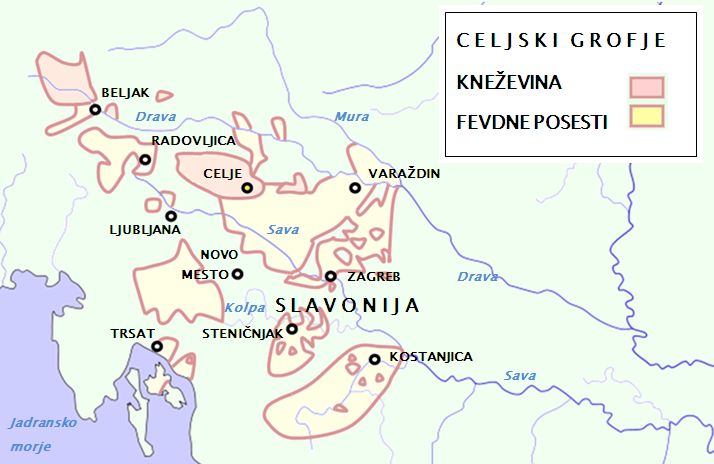
Cillei Ulrik hozzávetőleges területe a 15. század közepén, beleértve az egyházi hűbérbirtokokat is; Vitovecz Jánosnak, mint volt huszita katonai vezetőnek nagy érdemei vannak e területek feletti hatalom megszilárdításában.

## Élete
Huszita harcosként Vitovec János megtanulta a háború művészetét. II. Cillei Ulrik gróf 1438-1439-es csehországi tartózkodása során találkozott a tapasztalt Vitoveczel, aki ezután a Cillei (Celsky vagy Celje) császári grófok udvarába szerződött zsoldosnak. Nem telt bele sok idő, hogy elismerjék katonai eredményeit és olyan jó stratégaként ismerjék el, mint az akkori másik híres katonai vezetőt, Jan Jiskrát (Jiskra von Brändisy-t). Albert király halála után részt vett a magyar trónt fiának, V. Lászlónak biztosító Erzsébet oldalán a lengyel I. Ulászló ellen a magyar trón utódlásért folytatott harcban. A szlavóniai, ill. Samobor melletti harcokban 1441-ben legyőzte Ulászló hívét, Lendvai Bánffy Istvánt. Ezt követően megvédte Erzsébet városait a stájer és az osztrák határ mentén. Bár 1442-ben sikertelenül ostromolta Ljubljanát, 1445-ben győzött a nagypokroci (Pngraz) csatában, ahol az egyik szemét elveszítette. 1446-ban Pettaunál (Ptuj) legyőzte a Cilliekre támadó Hunyadit.
Ulriktól kapta a karintiai Hřeben (Greben) és Sternberg várát. Ulrik, aki szlavóniai bán volt, 1451-ben tette meg képviselőjévé. Zsupán is volt Križevecen.
A Cillei-ház utolsó sarja, Ulrik 1456-os halála után Vitkovecet V. László király szlavón bánná nevezte ki. Ezt a tisztet kisebb megszakításokkal 1466-ig (1457-1463 között Iloki(vagyis magyarul Újlaki) Miklóssal egyidejűleg) töltötte be. Ulrik özvegye, Katalin 1456-ban Vitovec oltalma alá helyezte magát, aki a grófnő érdekeit képviselte III. Frigyes császárral szemben, de közben a cillei birtok nagy részét saját maga és leszármazottai számára tudta kisajátítani. Cillei özvegyétől megvásárolta Varaždint, és zálogba biztosította a krapinai birtokot. Később, V. László halála után már Frigyest szolgálta és a Cilliei örökösödési háborúban (pusarnitzi béke) tett szolgálataiért Sternberg várával és uradalmával, valamint bárói címmel jutalmazták. Frigyes 1459-ben a horvát Záhoříban lévő Lobor birtokkal záhoří grófi címet adományozott neki, 1459. november 10-én pedig pénzverési jogot kapott. Később Mátyás magyar király zsoldosa és vazallusa is volt. Tekintélyes grófként, báróként és bánként halt meg 1468 és 1469 között. Feleségét, született von Weißpriachot, három fiát, Georgot, Vilmost, Jant és egy lányát, a későbbi Montfort grófnőt hagyta hátra. 

„Midőn János zágrábi püspök 1433-ben meghalt, a pápa Zoll vagy másként Zolio Benedek zágrábi kanonokot nevezte ki utódjává, de ebbe Ulászló beleegyezni nem akarván, a maga részéről Csupor Demeter knini püspököt helyezte át Zágrábba és addig is, míg ez a vitás ügy a pápával rendbe hozatik, a püspöki jószágok kezelésével Thallóczy Máté horvát-, dalmát-, és tótországi bánt bízta meg. Ez 1445. év végén elhalálozván, Zolio Benedek Cillei Ulrikhoz folyamodott, segítené őt a püspöki javadalmak megszerzésében, mire ez Vitowecz János nevü vezérét Horvátországba rendelte, aki Szent György várának megvívása után a neki útját álló Thallóczy János vránai perjelt, Nándorfehérvárnak 1440. évi hős védőjét, Pakrácz mellett megvervén, őt hadával együtt felkoncoltatta, s aztán az ország legnagyobb részét elfoglalta.”

– Bonfinius

## Fordítás
Ez a szócikk részben vagy egészben  a   Jan Vitovec című szlovén Wikipédia-szócikk ezen változatának fordításán alapul.  Az eredeti cikk szerkesztőit annak laptörténete sorolja fel. Ez a jelzés csupán a megfogalmazás eredetét és a szerzői jogokat jelzi, nem szolgál a cikkben szereplő információk forrásmegjelöléseként.

## Szakirodalom
- Krones, Franz von: Witowec, Hans von. In: Allgemeine Deutsche Biographie (ADB). Band 43, Duncker & Humblot, Leipzig 1898, S. 564–568
- Milnar, Janez: Vitovec, Jan. In: Josip Vidmar u. a. (Hrsg.): Enciklopedija Slovenije. Band 14: U – We. Mladinska Knjiga, Ljubljana 2000, ISBN 86-11-15365-0, S. 278.
- Pálosfalvi Tamás: Vitovec János : Egy zsoldoskarrier a 15. századi Magyarországon.In: Századok 2001. 429-472.p. https://matarka.hu/klikk.php?cikkmutat=61713&mutat=http://real-j.mtak.hu/13752/1/Szazadok_2001.pdf
- https://www.arcanum.com/hu/online-kiadvanyok/Banlaky-banlaky-jozsef-a-magyar-nemzet-hadtortenelme-2/10-a-hunyadiak-kora-hunyadi-janos-14371456-18E1/x-hadjaratok-v-laszlo-kiralysaga-alatt-1452-tol-1457-ig-1B74/2-az-1454-evi-torok-haboru-a-cilleiek-betorese-horvatorszagba-1B7E/
- https://www.arcanum.com/hu/online-kiadvanyok/Banlaky-banlaky-jozsef-a-magyar-nemzet-hadtortenelme-2/10-a-hunyadiak-kora-hunyadi-janos-14371456-18E1/v-i-ulaszlo-14411442-evi-hadmuveletei-erzsebet-es-a-cilleiek-ellen-1980/
- Magyar Történelmi Emlékek XXXIII. kötet Budapest 1907., MTA 44. oldal
- https://library.hungaricana.hu/hu/view/KozMagyOkmanytarak_Tortenelmi_emlekek_Szerbia/?pg=43&layout=s

Özvegy Czillei Ulrikné Brankovics Katalin és özv. Brankovics Istvánné Topia Angelina friauli viszonyairól a bécsi titkos levéltár alapján értekezett szerz a „Wissenschaftliche Mittheilungen aus Bosnien und der Herzegowina" 3. kötetében 1895. 48–56. lapokon.